# Liste des villages d'été de l'Alberta

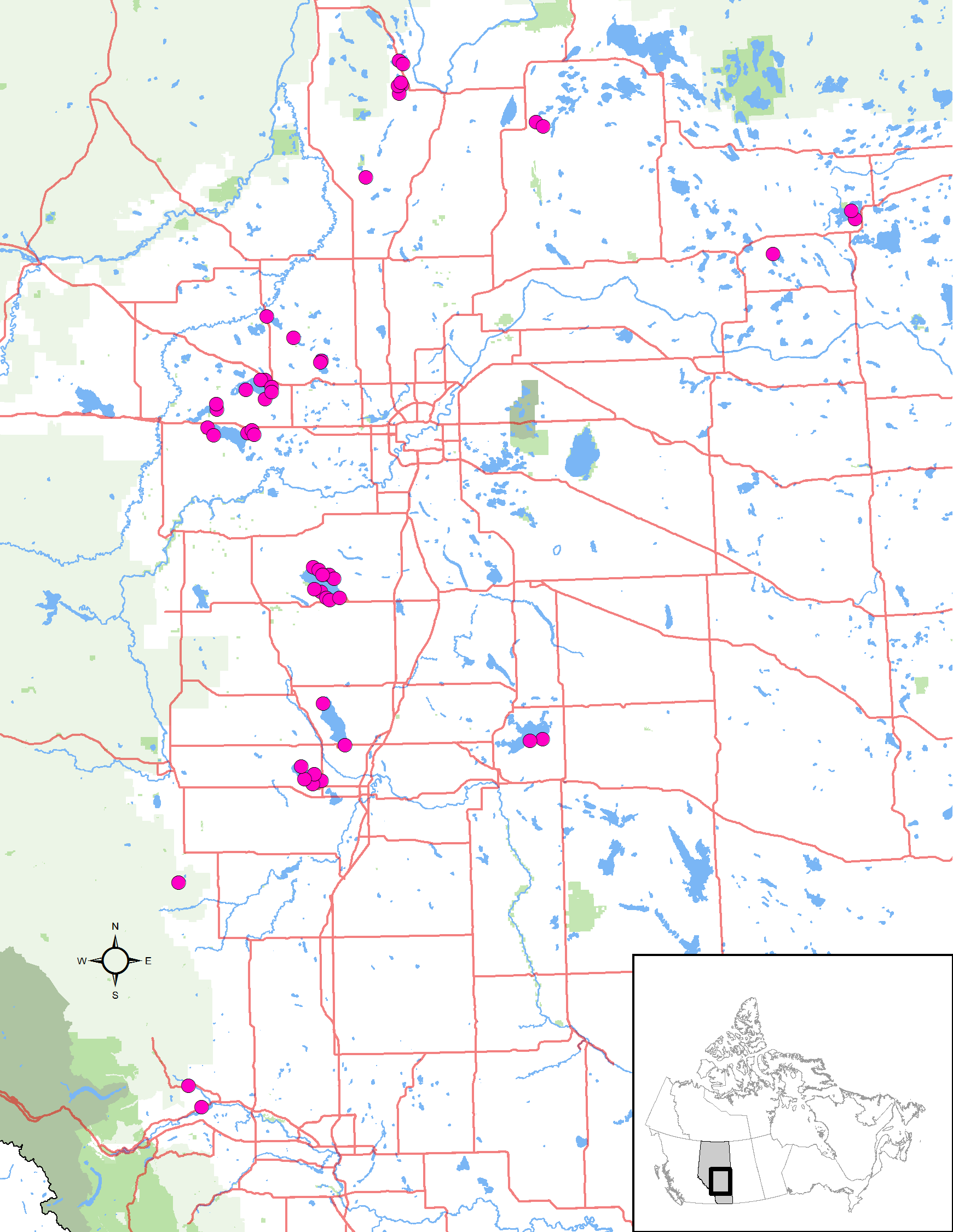
Répartition des 51 villages d'été d'Alberta.

Dans la province canadienne de l'Alberta, un village d'été est une municipalité urbaine formée à partir de communautés urbaines d'au plus 300 habitants et d'une population non permanente significative. Lorsque la population d'un village d'été excède 300 habitants, son conseil peut postuler pour changer son statut en village, mais le changement de statut constitué n'est pas obligatoire.
L'Alberta compte actuellement un total de 51 villages d'été avec une population cumulée totalisant 4 605 habitants en 2011.

## Historique
Un village d'été est un type de statut municipal utilisé en Alberta au Canada créé en 1913. Il a été utilisé dans les zones de villégiature qui étaient principalement actives en été et où la plupart des résidents étaient saisonniers. Les propriétaires de chalets ne voulaient pas payer pour des services municipaux dont ils n'avaient pas besoin mais tenaient tout de même à se faire entendre sur la gestion locale de la région.
Des modifications ont été apportées aux lois provinciales pour permettre la tenue des élections en juillet et pour permettre aux résidents saisonniers de se présenter aux élections et de voter dans le village d'été sans perdre ces mêmes droits dans leur lieu de résidence permanente.
En 1995, une loi provinciale a été modifiée pour empêcher la formation de nouveaux villages d'été. Les 54 villages d'été qui existaient à l'époque ont été autorisés à continuer à fonctionner comme avant.

## Liste des villages d'été
| Nom               | Municipalités rurales                   | Date d'incorporation (village d'été) | Population recensement municipal (année) | Population en 2011 | Population en 2006 | Variation en % | Superficie des terres (km2) | Densité de la population (au km2) |
| ----------------- | --------------------------------------- | ------------------------------------ | ---------------------------------------- | ------------------ | ------------------ | -------------- | --------------------------- | --------------------------------- |
| Argentia Beach    | Wetaskiwin No 10, Comté de              | 1er janvier 1967                     |                                          | 15                 | 52                 | −71,2          | 0,69                        | 21,6                              |
| Betula Beach      | Parkland, Comté de                      | 1er janvier 1960                     |                                          | 10                 | 15                 | −33,3          | 0,18                        | 54,5                              |
| Birch Cove        | Lac Ste. Anne, Comté de                 | 31 décembre 1988                     |                                          | 45                 | 38                 | 18,4           | 0,29                        | 157,8                             |
| Birchcliff        | Lacombe, Comté de                       | 1er janvier 1972                     |                                          | 112                | 125                | −10,4          | 0,98                        | 114,0                             |
| Bondiss           | Athabasca, Comté de                     | 1er janvier 1983                     |                                          | 106                | 131                | −19,1          | 1,33                        | 79,9                              |
| Bonnyville Beach  | Bonnyville No 87, District municipal de | 1er janvier 1958                     |                                          | 95                 | 97                 | −2,1           | 0,38                        | 253,2                             |
| Burnstick Lake    | Clearwater, Comté de                    | 31 décembre 1991                     |                                          | 16                 | 43                 | −62,8          | 0,18                        | 89,9                              |
| Castle Island     | Lac Ste. Anne, Comté de                 | 1er janvier 1955                     |                                          | 19                 | 22                 | −13,6          | 0,05                        | 361,9                             |
| Crystal Springs   | Wetaskiwin No 10, Comté de              | 1er janvier 1957                     |                                          | 90                 | 112                | −19,6          | 0,58                        | 156,0                             |
| Ghost Lake        | Bighorn No 8, District municipal de     | 31 décembre 1953                     |                                          | 81                 | 78                 | 3,8            | 0,63                        | 129,4                             |
| Golden Days       | Leduc, comté de                         | 1er janvier 1965                     |                                          | 141                | 207                | −31,9          | 2,27                        | 62,0                              |
| Grandview         | Wetaskiwin No 10, Comté de              | 1er janvier 1967                     |                                          | 108                | 127                | −15,0          | 0,80                        | 135,6                             |
| Gull Lake         | Lacombe, Comté de                       | 1er septembre 1993                   |                                          | 122                | 204                | −40,2          | 0,70                        | 174,9                             |
| Half Moon Bay     | Lacombe, Comté de                       | 1er janvier 1978                     |                                          | 38                 | 32                 | 18,8           | 0,17                        | 229,2                             |
| Horseshoe Bay     | St. Paul No 19, Comté de                | 1er janvier 1985                     |                                          | 37                 | 214                | −82,7          | 1,04                        | 35,4                              |
| Island Lake       | Athabasca, Comté de                     | 1er janvier 1958                     |                                          | 243                | 351                | −30,8          | 1,45                        | 167,8                             |
| Island Lake South | Athabasca, Comté de                     | 1er janvier 1983                     |                                          | 72                 | 105                | −31,4          | 0,63                        | 114,3                             |
| Itaska Beach      | Leduc, comté de                         | 30 juin 1953                         |                                          | 20                 | 35                 | −42,9          | 0,28                        | 70,8                              |
| Jarvis Bay        | Red Deer, Comté de                      | 1er janvier 1986                     |                                          | 203                | 183                | 10,9           | 0,55                        | 371,1                             |
| Kapasiwin         | Parkland, Comté de                      | 1er septembre 1993                   | 14 (2012)                                | 10                 | 15                 | −33,3          | 0,31                        | 32,3                              |
| Lakeview          | Parkland, Comté de                      | 25 octobre 1913                      |                                          | 26                 | 36                 | −27,8          | 0,33                        | 78,8                              |
| Larkspur          | Westlock, Comté de                      | 1er janvier 1985                     |                                          | 38                 | 56                 | −32,1          | 0,22                        | 172,0                             |
| Ma-Me-O Beach     | Wetaskiwin No 10, Comté de              | 31 décembre 1948                     |                                          | 113                | 155                | −27,1          | 0,65                        | 173,4                             |
| Mewatha Beach     | Athabasca, Comté de                     | 1er janvier 1978                     |                                          | 79                 | 167                | −52,7          | 0,78                        | 101,9                             |
| Nakamun Park      | Lac Ste. Anne, Comté de                 | 1er janvier 1966                     |                                          | 36                 | 88                 | −59,1          | 0,41                        | 88,7                              |
| Norglenwold       | Red Deer, Comté de                      | 1er janvier 1965                     |                                          | 232                | 270                | −14,1          | 0,67                        | 345,2                             |
| Norris Beach      | Wetaskiwin No 10, Comté de              | 31 décembre 1988                     |                                          | 46                 | 40                 | 15,0           | 0,16                        | 285,5                             |
| Parkland Beach    | Ponoka, Comté de                        | 1er janvier 1984                     |                                          | 124                | 135                | −8,1           | 0,93                        | 133,8                             |
| Pelican Narrows   | Bonnyville No 87, District municipal de | 1er juillet 1979                     |                                          | 162                | 141                | 14,9           | 0,70                        | 230,0                             |
| Point Alison      | Parkland, Comté de                      | 31 décembre 1950                     | 10 (2013)                                | 15                 | 15                 | 0,0            | 0,16                        | 92,9                              |
| Poplar Bay        | Wetaskiwin No 10, Comté de              | 1er janvier 1967                     |                                          | 80                 | 84                 | −4,8           | 0,79                        | 101,0                             |
| Rochon Sands      | Stettler No 6, Comté de                 | 17 mai 1929                          |                                          | 65                 | 66                 | −1,5           | 2,32                        | 28,0                              |
| Ross Haven        | Lac Ste. Anne, Comté de                 | 1er janvier 1962                     |                                          | 137                | 198                | −30,8          | 0,70                        | 194,5                             |
| Sandy Beach       | Lac Ste. Anne, Comté de                 | 1er janvier 1956                     |                                          | 223                | 239                | −6,7           | 2,43                        | 91,8                              |
| Seba Beach        | Parkland, Comté de                      | 20 août 1920                         |                                          | 143                | 203                | −29,6          | 0,71                        | 201,1                             |
| Silver Beach      | Wetaskiwin No 10, Comté de              | 31 décembre 1953                     |                                          | 52                 | 47                 | 10,6           | 0,66                        | 78,2                              |
| Silver Sands      | Lac Ste. Anne, Comté de                 | 1er janvier 1969                     | 154 (2012)                               | 85                 | 173                | −50,9          | 2,35                        | 36,2                              |
| South Baptiste    | Athabasca, Comté de                     | 1er janvier 1983                     |                                          | 52                 | 69                 | −24,6          | 1,05                        | 49,6                              |
| South View        | Lac Ste. Anne, Comté de                 | 1er janvier 1970                     | 76 (2012)                                | 35                 | 115                | −69,6          | 0,69                        | 51,0                              |
| Sunbreaker Cove   | Lacombe, Comté de                       | 31 décembre 1990                     |                                          | 69                 | 137                | −49,6          | 0,49                        | 140,6                             |
| Sundance Beach    | Leduc, comté de                         | 1er janvier 1970                     |                                          | 82                 | 102                | −19,6          | 0,42                        | 196,2                             |
| Sunrise Beach     | Lac Ste. Anne, Comté de                 | 31 décembre 1988                     |                                          | 149                | 170                | −12,4          | 1,72                        | 86,4                              |
| Sunset Beach      | Athabasca, Comté de                     | 1 mai 1977                           |                                          | 44                 | 88                 | −50,0          | 0,99                        | 44,4                              |
| Sunset Point      | Lac Ste. Anne, Comté de                 | 1er janvier 1959                     |                                          | 221                | 242                | −8,7           | 1,11                        | 198,6                             |
| Val Quentin       | Lac Ste. Anne, Comté de                 | 1er janvier 1966                     |                                          | 157                | 181                | −13,3          | 0,30                        | 522,5                             |
| Waiparous         | Bighorn No 8, District municipal de     | 1er janvier 1986                     |                                          | 42                 | 49                 | −14,3          | 0,41                        | 103,0                             |
| West Baptiste     | Athabasca, Comté de                     | 1er janvier 1983                     |                                          | 52                 | 104                | −50,0          | 0,60                        | 86,2                              |
| West Cove         | Lac Ste. Anne, Comté de                 | 1er janvier 1963                     |                                          | 121                | 169                | −28,4          | 1,21                        | 100,1                             |
| Whispering Hills  | Athabasca, Comté de                     | 1er janvier 1983                     |                                          | 108                | 125                | −13,6          | 1,73                        | 62,3                              |
| White Sands       | Stettler No 6, Comté de                 | 1er janvier 1980                     |                                          | 91                 | 120                | −24,2          | 1,60                        | 57,0                              |
| Yellowstone       | Lac Ste. Anne, Comté de                 | 1er janvier 1965                     | 131 (2012)                               | 124                | 170                | −27,1          | 0,28                        | 438,5                             |
| Total             | –                                       | –                                    | –                                        | 4 586              | 6 140              | −25,3          | 41,06                       | 111,7                             |

## Anciens villages d'été
Quatre autres communautés d'Alberta étaient auparavant des villages d'été avant de changer de statut.
| Communauté       | Date d'incorporation (village d'été) | Date de changement de statut | Nouveau statut      |
| ---------------- | ------------------------------------ | ---------------------------- | ------------------- |
| Alberta Beach    | 23 août 1920                         | 1er janvier 1999             | Village             |
| Chestermere Lake | 1er avril 1977                       | 1er mars 1993                | Bourg (town)        |
| Edmonton Beach   | 1er janvier 1959                     | 1er janvier 1999             | Village             |
| White Gull       | 1er janvier 1983                     | 1er janvier 2003             | Zone non incorporée |